# 桑名古庵
桑名 古庵（くわな こあん、慶長12年（1607年） - 元禄2年12月20日（1690年1月30日））は、江戸時代前期の医師。
五百蔵左馬進の子で、1607年（慶長12年）に紀州で生まれる。1615年（慶長20年）に父の左馬進が大坂の陣にて戦死すると、家族と共に上方地方を流浪した。また、1623年（元和9年）に高松にて、兄の勧めにより天主教の洗礼を受けたが、伯父である野中三郎左衛門の訓戒を受けて信仰を棄てる。その後、1629年（寛永6年）に安芸郡奈半利に移り、高知城下帯屋町で医を開業する。
1643年（寛永20年）、阿波の住人井上五左衛門にキリシタンであると訴えられ、投獄される。1690年1月30日（元禄2年12月20日）に約46年の獄舎生活の上、獄死した。
投獄中に罪状が決定しないまま死亡したため、罪人方式の火葬でなく土葬で埋葬され、墓の碑文にも土葬であることが明記された。